# Sogolon
Sogolon est une sous-préfecture de Télimélé, chef-lieu de la préfecture de Télimélé, dans la région de Kindia en Guinée.

## Population
La population de sogolon est estimer à 30 676 en 2020.